# Phaenoglyphis stricta
Phaenoglyphis stricta är en stekelart som först beskrevs av Thomson 1877.  Phaenoglyphis stricta ingår i släktet Phaenoglyphis, och familjen glattsteklar. Arten är reproducerande i Sverige.